# Рокацеле I
Рокацеле I је насеље у Италији у округу Калтанисета, региону Сицилија.
Према процени из 2011. у насељу је живело 84 становника. Насеље се налази на надморској висини од 11 м.